# 盧瓊
盧瓊，字獻卿，江西承宣布政使司饒州府浮梁縣（今江西省景德鎮市）人，明朝政治人物，官監察御史。

## 生平
江西鄉試第六十九名舉人。正德六年（1511年）中式辛未科會試第一百五十一名，登第三甲第一百五十五名進士。授固始縣知縣，升任監察御史。因批評桂萼排除異己，而被奪其俸三月。李福達案期間，因彈劾郭勛而被貶戍邊。赦還去世。

## 家族
曾祖盧淵；祖父盧中；父盧□。前母鄭氏、囗氏、李氏；母囗氏；繼母陳氏。具慶下。